# Lagen om omhändertagande av berusade personer m.m.
Lagen om omhändertagande av berusade personer m.m. (1976:511), förkortat LOB, är en svensk lag, som ger polisen och ordningsvakt rätt att omhänderta en berusad person, som inte kan ta hand om sig själv eller annars utgör en fara för sig själv eller andra. Om en ordningsvakt omhändertar en berusad person ska denne skyndsamt överlämna personen till närmaste polisman.
Majoriteten av alla frihetsberövanden sker med stöd av LOB. Omkring 60 000 personer omhändertas årligen och nästan 90 procent placeras i polisarrest, trots att detta enligt lagen ska vara det absolut sista alternativet.
Polisens möjlighet att omhänderta berusade personer har gjort stor nytta och tros ha räddat många människors liv. Men lagen har kritiserats för att den tillämpas på ett sätt som är förenat med bristande rättssäkerhet och för att polisen tillåts att tolka och tillämpa lagen på ett sätt som inte överensstämmer med lagstiftarens intentioner. Den som omhändertas enligt LOB riskerar att utsättas för en orättvis situation och trots de konsekvenser ett omhändertagande får går det inte att få omhändertagandet prövat i domstol.

## Bakgrund
Lagen tillkom när förbudet mot offentlig berusning upphävdes på 1970-talet.

## Om lagen

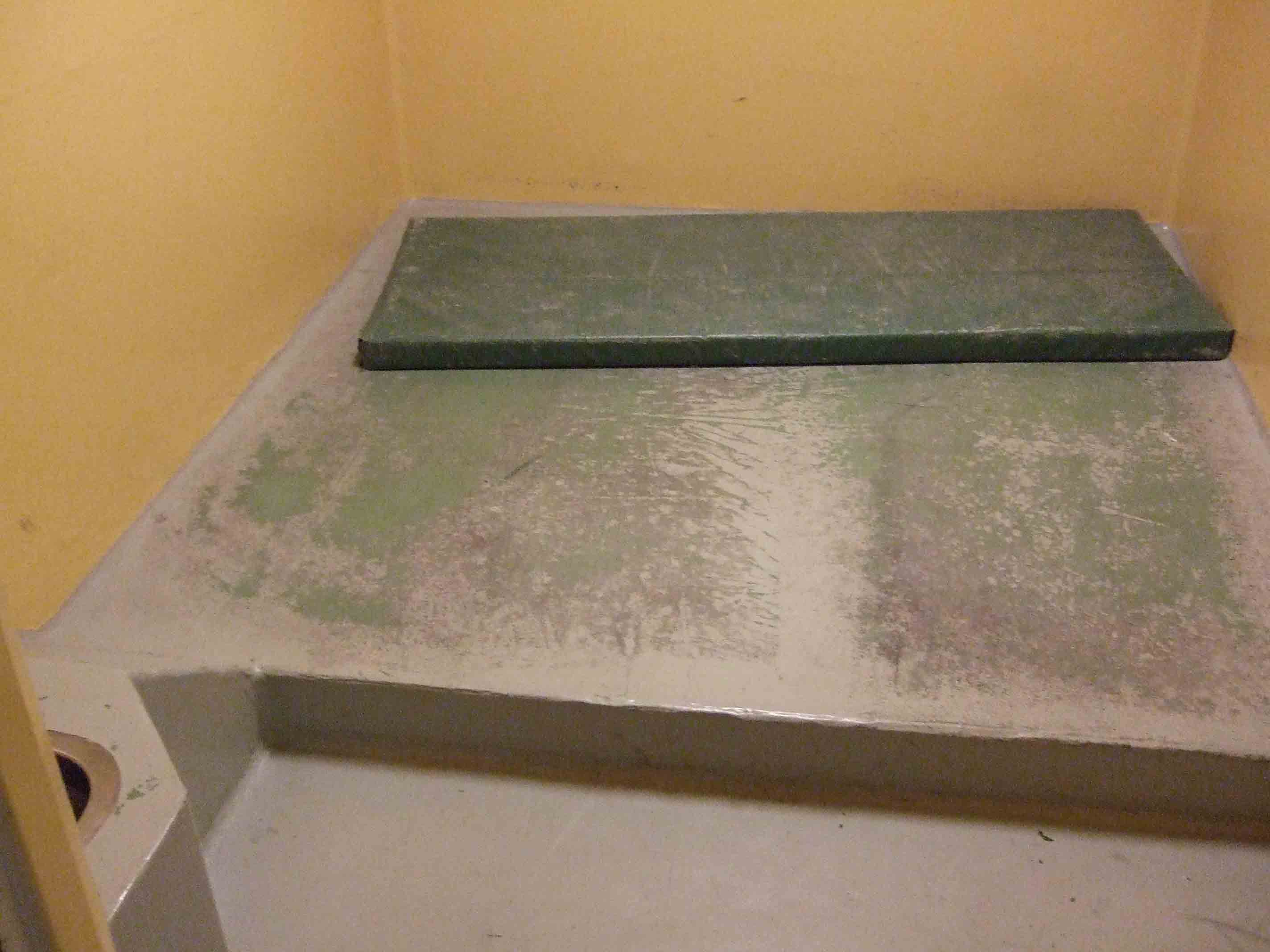
Hur en polisarrest kan se ut, där omhändertagna personer får tillbringa natten

Enligt Europakonventionen är enskild skyddad från godtyckliga frihetsberövanden. I konventionen finns visserligen undantag för omhändertaganden på grund av redlös berusning förutsatt att den enskilde ges en rättvis prövning, men enligt praxis ska den prövningen utföras av ett organ som är oberoende i förhållande till både polismannen och den enskilde. Det har ifrågasatts om det kravet kan anses vara uppfyllt i de fall den prövande är polismannens egen kollega. Det är Europadomstolen som har att bedöma oklarheter och tvister kring, och påstådda brott mot, Europakonventionen.

### Omhändertagandet
Om en person omhändertas ska denne transporteras till den plats och enhet som bäst svarar mot dennes behov. Det kan vara tillnyktringsenhetpå polisstationen, eller annan vårdinrättning på sjukhus, socialtjänst eller anhörig. Det sista alternativet är arrest. Att låsas in i arrest istället för att få vård på sjukhus kan för den omhändertagne vara skillnaden mellan liv och död. Trots det hamnar nästan 90 procent av de omhändertagna i polisarrest.
Den som omhändertagits ska fortlöpande ses till och ska så snart som möjligt underrättas om anledningen till omhändertagandet. Bedöms den omhändertagne vara i behov av hjälp eller stöd från samhällets sida, ska polisen innan omhändertagandet upphör hjälpa denne med råd och upplysningar samt om det lämpligen bör ske, samråda med annat samhällsorgan som har till uppgift att tillgodose sådant behov. Den omhändertagne ska friges så snart det kan ske, dock senast inom åtta timmar.
Alkoholdrycker eller andra berusningsmedel, som påträffas hos den omhändertagne, ska tas ifrån denne och förstöras. Samma gäller injektionsspruta, kanyl och föremål, som är särskilt ägnade att användas för missbruk av narkotika.

### Minderåriga
Minderåriga som omhändertas får inte låsas in. Om en minderårig är kraftigt berusad och blir omhändertagen av polisen enligt LOB blir den omhändertagne hemskickad till sina föräldrar eller, i allvarliga fall, till sjukhuset. Endast som en sista utväg kan den berusade sättas i fyllecell och då endast i maximalt åtta timmar. Minderåriga får dock inte låsas in, utan celldörren måste stå på glänt.

## Kritik mot lagen och tillämpning
Den kritik som riktas mot lagen handlar främst om den godtyckliga tillämpningen, var personen placeras efter omhändertagandet, risker med att placeras i tillnyktringscell, de negativa konsekvenser registreringen av omhändertagandet får för personen samt att omhändertagandet i efterhand inte kan prövas rättsligt.
En majoritet av alla frihetsberövanden, över 50 000 personer (ca 65 000 år 2008 och ca 62 000 år 2009), sker årligen med stöd av LOB och lagen har kritiserats för att kunna användas för godtyckligt av polisen och för att tillämpningen skiljer sig i olika delar av Sverige. Antalet anmälningar mot poliser i samband med omhändertagande enligt LOB är högt, men antalet åtal mot poliser är mycket begränsat. Kritiker mot lagen har även hävdat att uppdraget att förvara berusade personer endast har en svag koppling till polisens kärnuppdrag: att utreda brott och upprätthålla ordning och säkerhet. 2018 sade rikspolischefen Anders Thornberg att uppgiften att omhänderta berusade personer borde skötas av andra så att polisens resurser kan fokuseras på att bekämpa brott.
Polismyndigheten har kritiserats av Justitieombudsmannen för att inte tillräckligt ha dokumenterat omhändertaganden. På grund av den bristande dokumentationen är det även svårt att veta om den lagstadgade ordning som finns efterlevs.
Lagen tillämpas selektivt och det är främst ungdomar och personer ur lägre samhällsskikt som råkar illa ut.
Polisen har ingen laglig rätt att identifiera en person som inte är misstänkt för brott, men frihetsberövas enligt LOB. Då det saknas brottsmisstanke går det heller inte att överklaga omhändertagandet i domstol eller få det laglighetsprövat i efterhand trots de följder ett omhändertagande enligt LOB kan få:
- I många polisdistrikt är det praxis att den omhändertagne inte får ringa hem trots att det i en förordning om behandlingen av häktade och anhållna framgår att den som är frihetsberövad på annan grund än misstanke om brott bör ges möjlighet att underrätta sina närstående. Justitieombudsmannen har i ett enskilt ärende kritiserat samtalsförbudet.[12]
- Oavsett om personen har körkort eller inte så skickas en "LOB-anmälan" till Allmänna ombudet för körkortsfrågor hos Transportstyrelsen och blir en belastningsuppgift i vägtrafikregistret[18] i tre år[19] (tidigare två år[20]. Efter två LOB:ar skickas personen till sociala myndigheter för en utredning om nykterhetsopålitlighet som kan innebära att körkortet återkallas, även om personen inte körde bil vid tillfället för omhändertagandet.[21] År 2008 blev 513 personer av med körkortet i ett år efter en personutredning.[21] Två eller fler LOB:ar innebär avslag på ansökan om körkortstillstånd och en spärrtid på tolv månader från senaste LOB:en.[20] Det kan även försvåra för den som behöver förnya sitt körkort.[5]
- En rapport skickas till vapenregistret och den som för första gången söker vapenlicens måste vänta i två år från LOB:en. Efter en andra LOB inleds en omprövning av ärendet.[20][22]
- Omhändertaganden har använts som försvårande omständigheter, och lett till straffskärpning, vid rattfylleri.[12]
- Omhändertaganden kan innebära en försvårande omständighet vid vårdnadstvister.[7]
- Mellan 1 januari 2012 och oktober 2013 avled åtta personer i svenska polisarrester. Sju av dessa hade omhändertagits enligt LOB. Fyra hade stora mängder läkemedel i kroppen och i ytterligare två fall fanns i polisens noteringar uppgifter om att personerna hade haft medicin och narkotika på sig när de togs om hand.[8] Ingen av de åtta fick träffa läkare innan de dog trots att polisen enligt lag är skyldiga att se till att den som grips får sjukvård om det finns misstanke om skada eller sjukdom.[23]

Diabetiker, epileptiker[källa behövs], narkoleptiker[källa behövs] och personer med vissa neurologiska sjukdomar[källa behövs] riskerar att bli tagna för alkoholberusade, omhändertas och låsas in då låg insulinkänning och sömnliknande anfall kan ge liknande symtom som berusning. I fallet diabetessjuka har intagna i extremfall avlidit till följd av omhändertagning enligt LOB.
Rätten för den omhändertagne att få lagligheten av ett omhändertagande prövat i domstol diskuterades vid tillkomsten av LOB men infördes aldrig.

### Underlag för beslut om utskänkningstillstånd
Antalet polisrapporter om LOB-ingripanden har i vissa fall använts som underlag för att dra in utskänkningstillstånd.

## Föreslagna ändringar
En utredning år 2000 på uppdrag av justitieminister Laila Freivalds föreslog flera ändringar, bland annat att alkoholutandningsprov ska få tas på den omhändertagne för att bedöma vederbörandes tillstånd, och även för att avgöra om det över huvud taget föreligger grund för ett omhändertagande.
Ett samverkansprojekt mellan Region Stockholm, polisen och länets kommuner under år 2018 ledde till flera insikter, bland annat att fler omhändertagna bör få vård.

## Andra länder
I Danmark kan den som har blivit omhändertagen få det prövat i domstol och då ligger bevisbördan på polisen att visa att den intagna var kraftigt berusad.

## Fotnoter